# Podloubí v Boloni
Podloubí v Boloni jsou jedním z dominantních prvků architektury historické části tohoto italského města. Nejreprezentativnější podloubí byla v roce 2021 zapsána na seznam světového kulturního dědictví UNESCO. 
Bologňská podloubí, arkády a portika různých tvarů, rozměrů, barev, materiálů vznikala od 12. století po současnost. V různých zdrojích je uváděna souhrnná délka podloubí od necelých 40 km po 62 km. Dřevěné, kamenné, zděné či konstrukce ze železobetonovou jsou součástí městských domů a vytvářejí kryté plochy podél ulic (jedno či oboustranné), náměstí i uprostřed parků. Vznikaly již od středověku z ekonomických, právních a společenských důvodů. V krytém prostoru se často odehrávala obchodní aktivita. Soubor různorodých podloubí chráněný UNESCO zachycuje rozdílné stavební technologie, městské a spoločenské funkce a časová období vzniku. Jsou nezaměnitelným prvkem urbanistické identity Bologne.

## Galerie

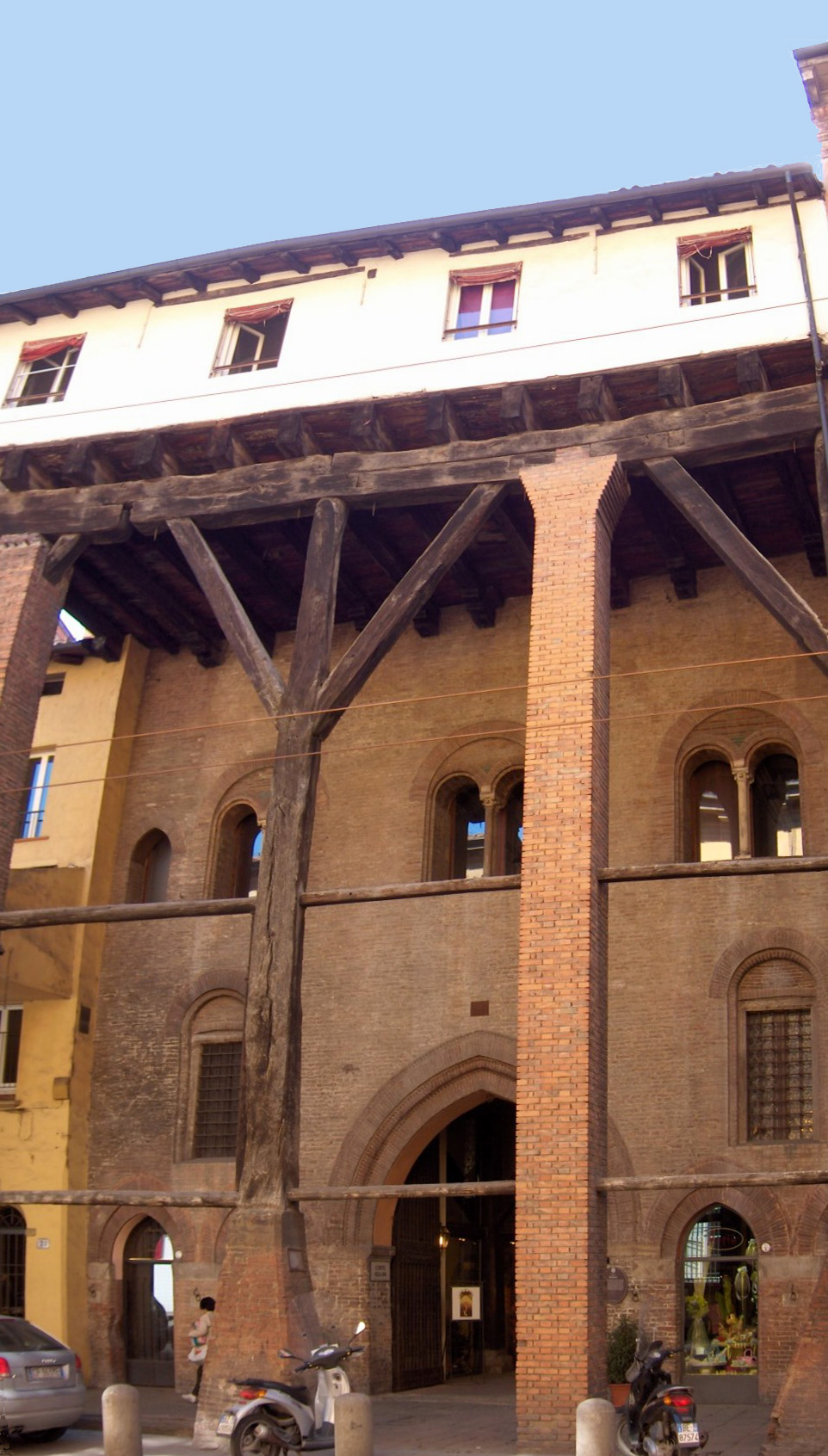
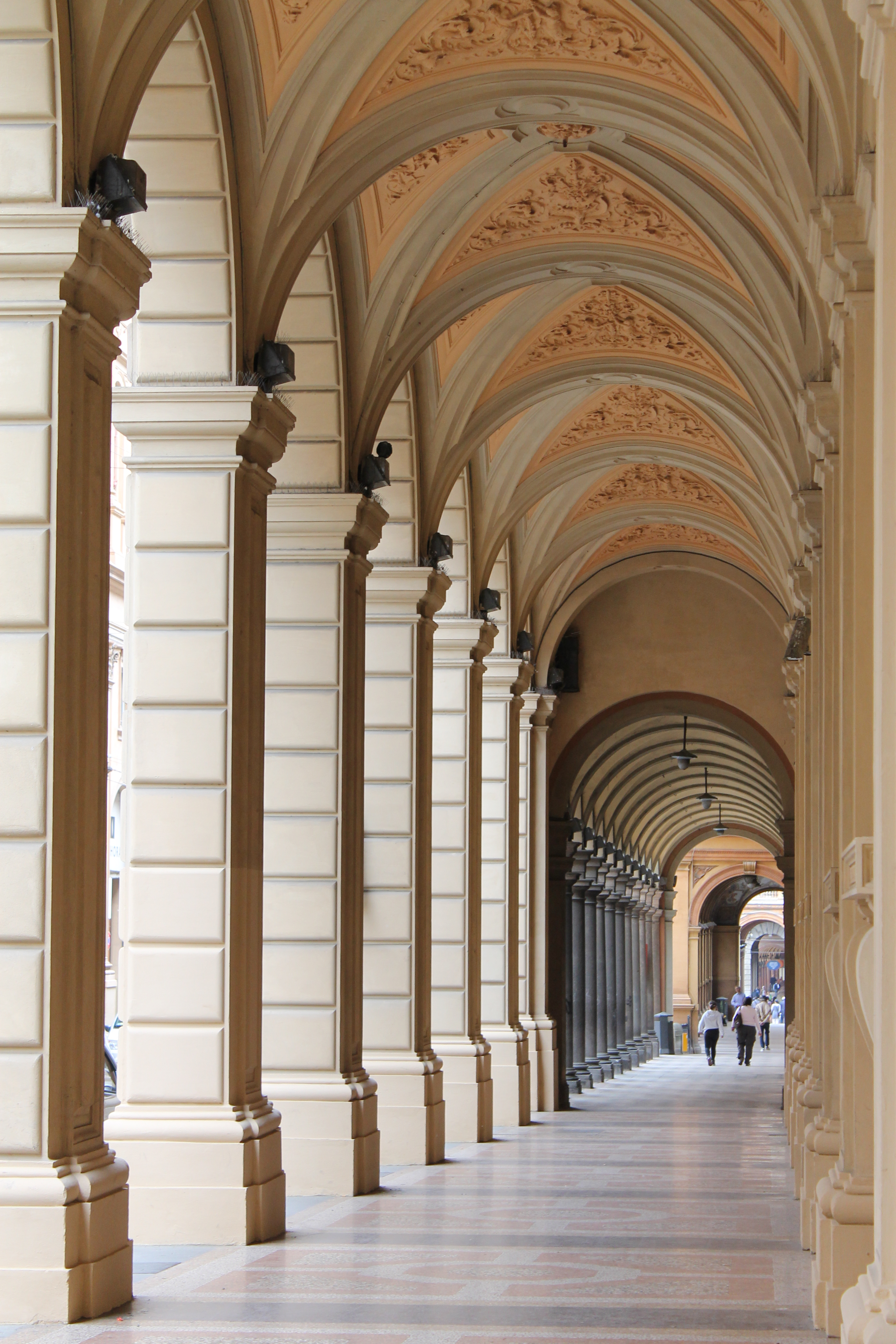
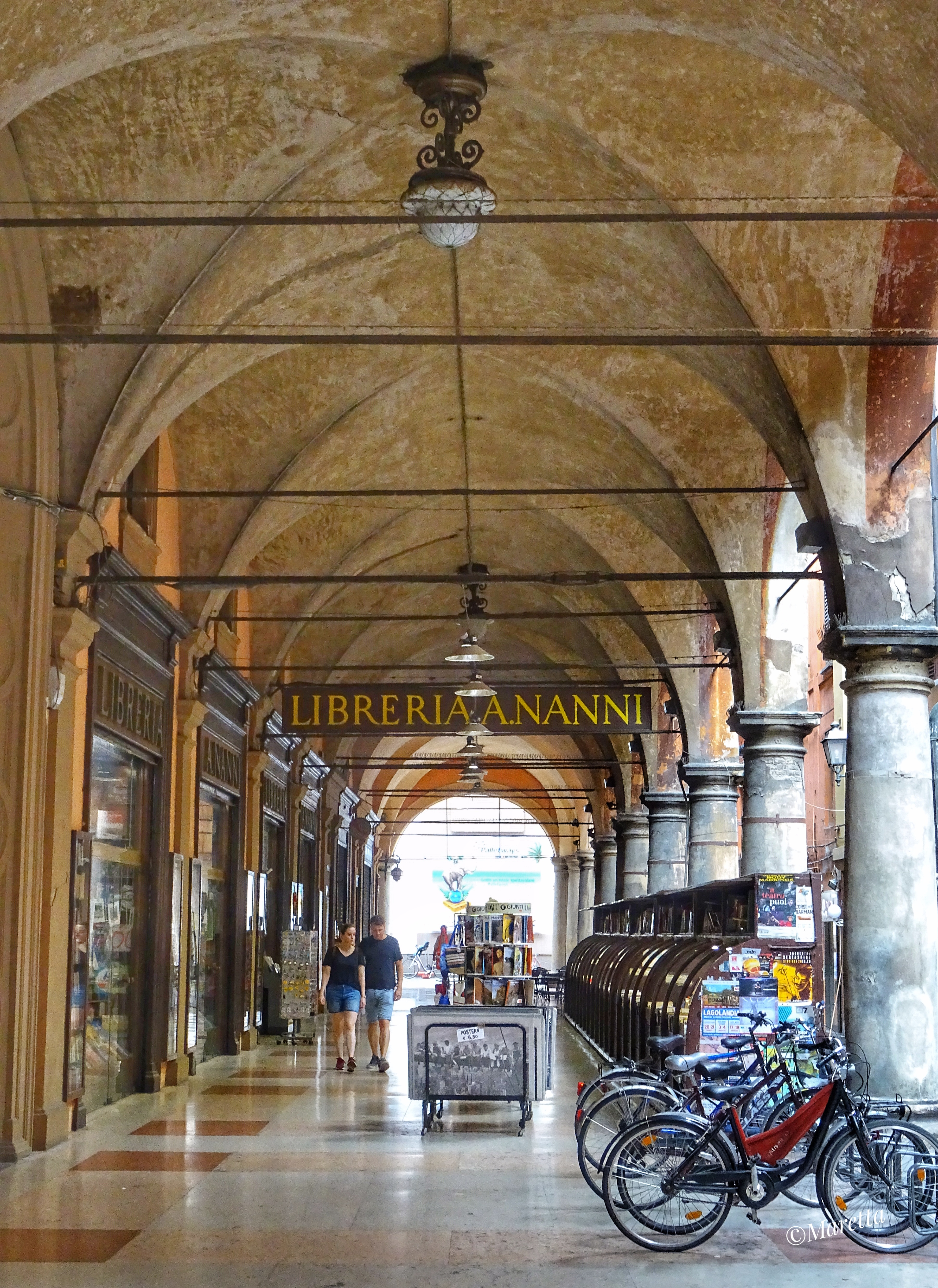
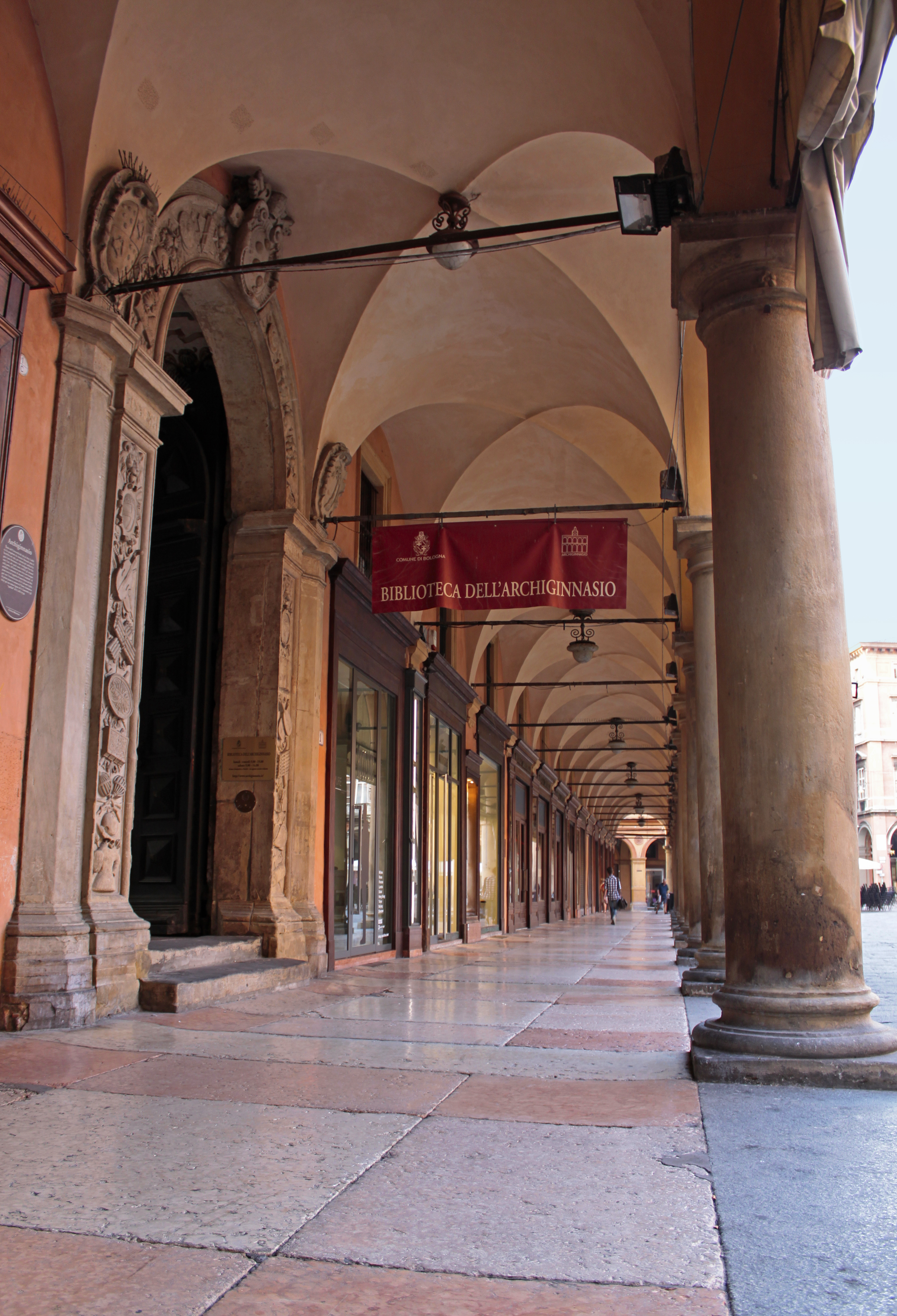
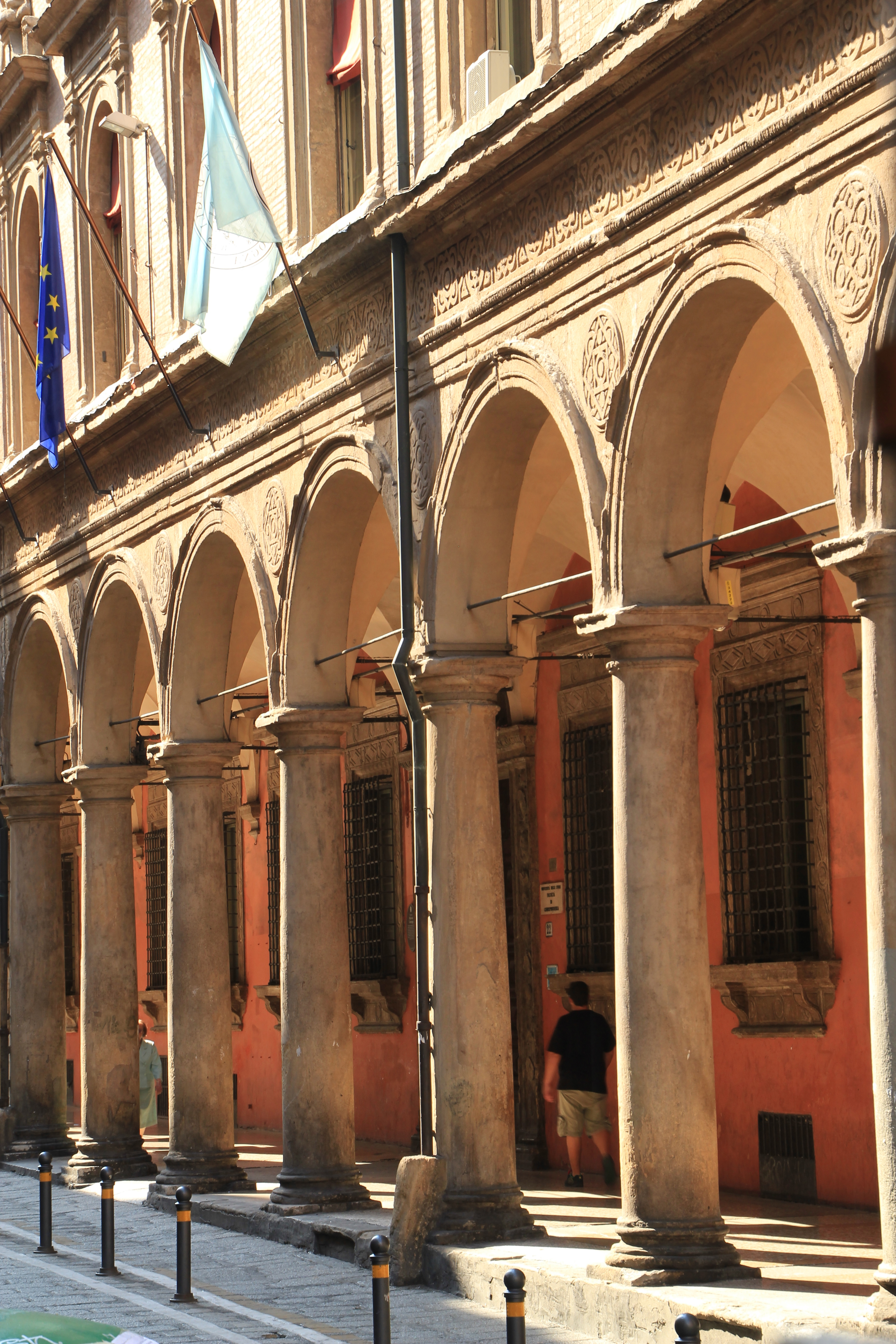
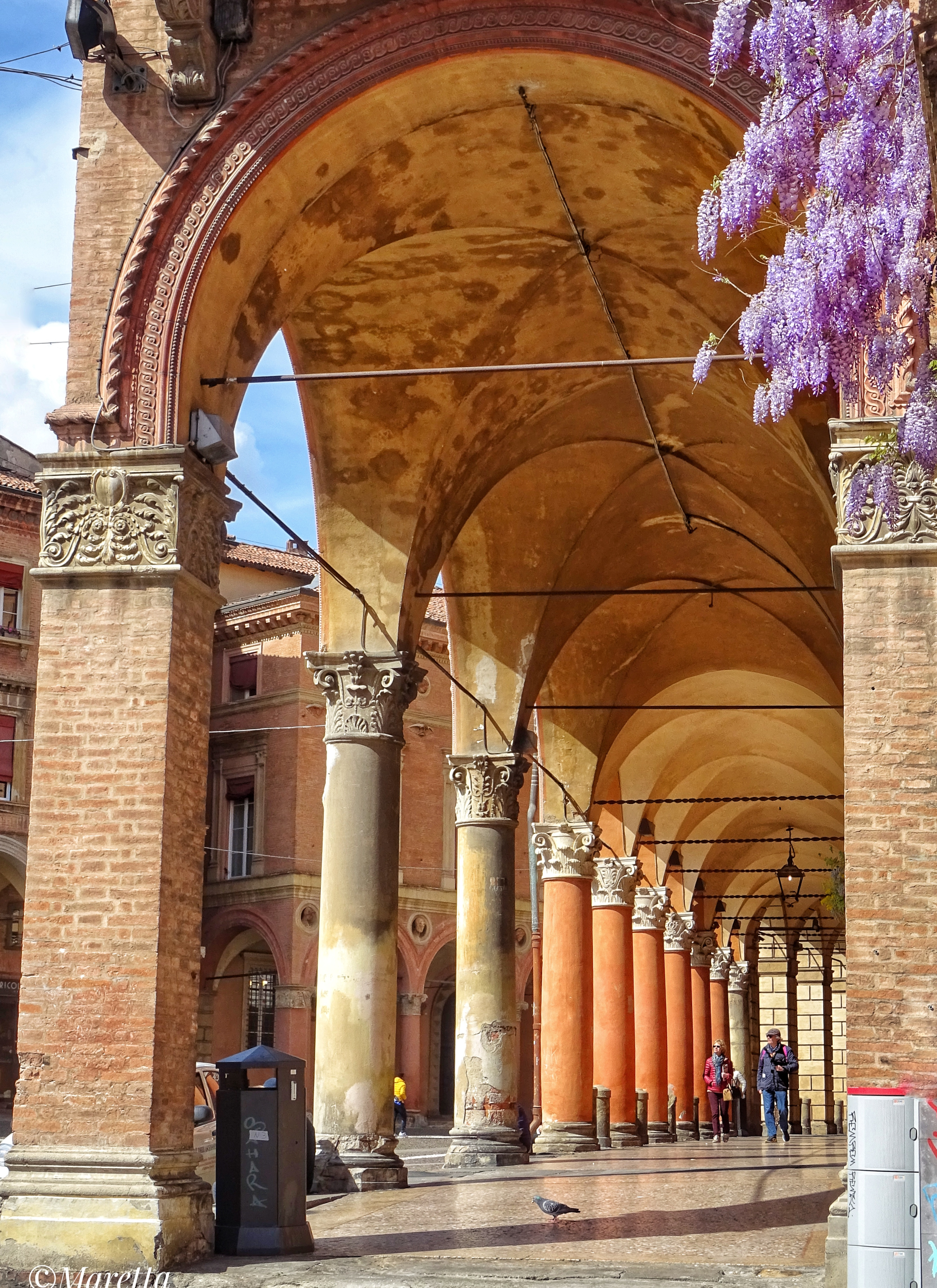
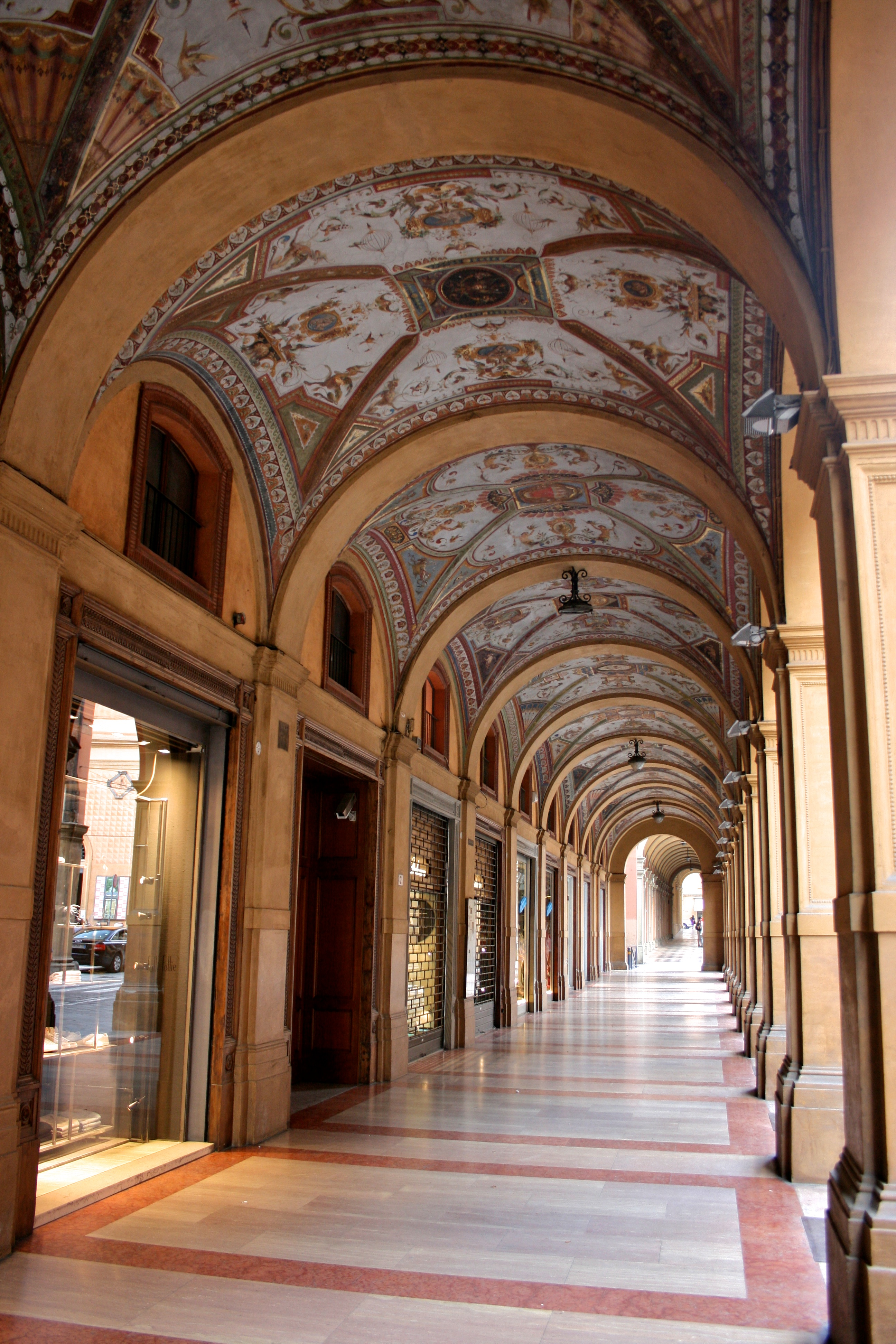
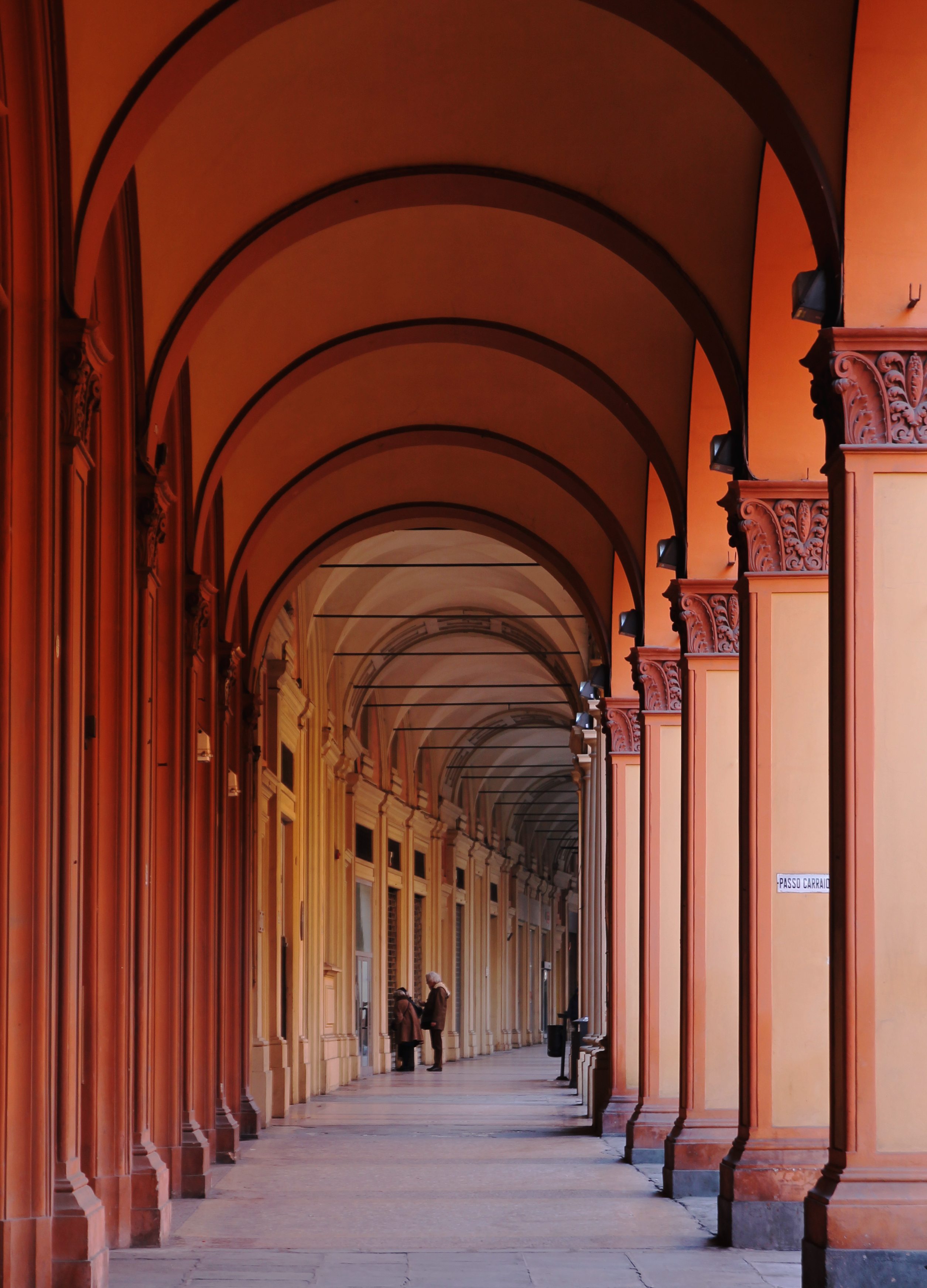
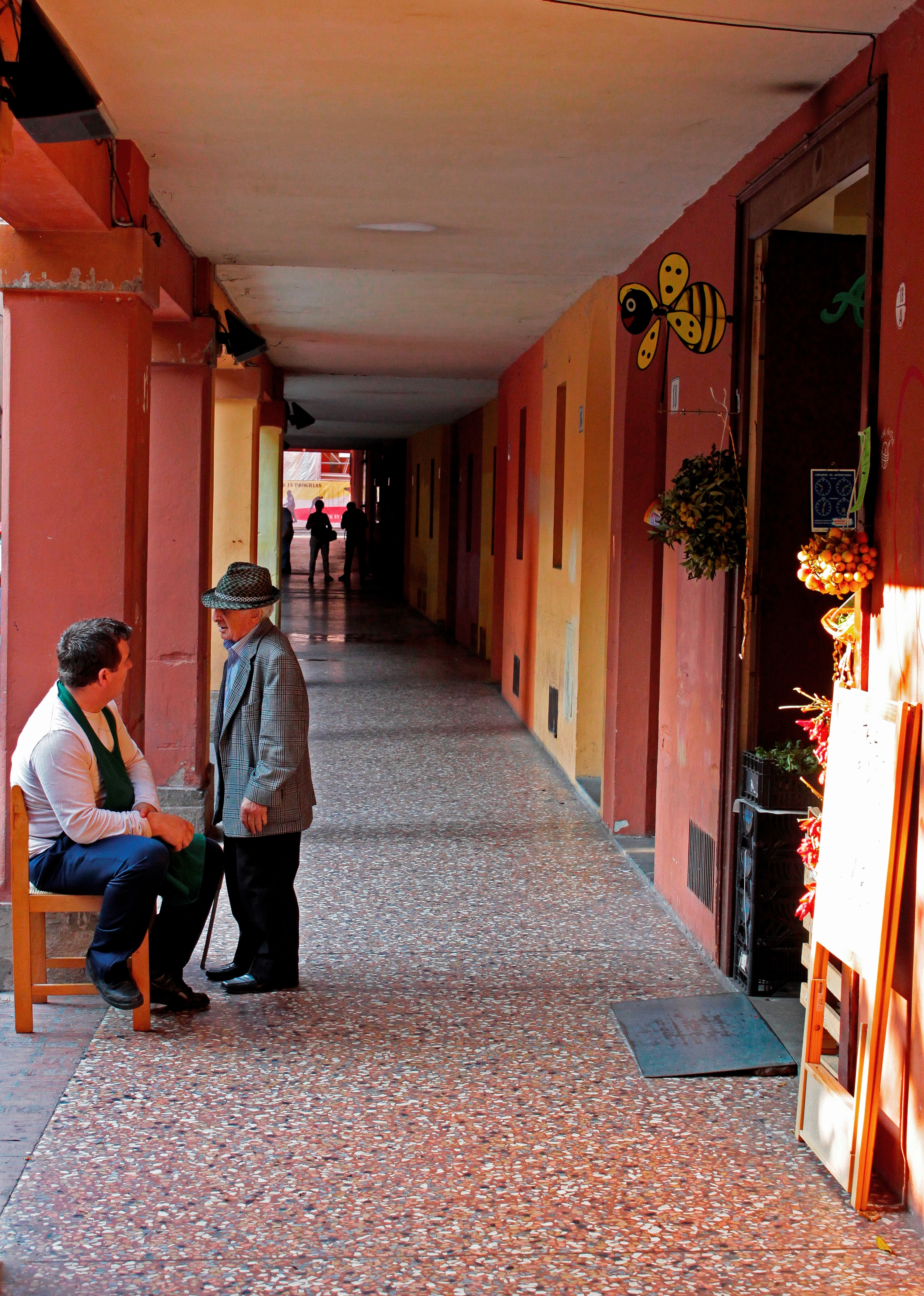